# لنگک
لَنگَک، محله اییست در شهر خورموج شهرستان دشتی استان بوشهر ایران.
لنگک (‌ناخکی) در سال ۱۳۶۵ روستایی بوده‌است واقع در دهستان مرکزی دشتی از توابع بخش مرکزی شهرستان دشتی که بر اساس آمار سال ۱۳۸۰ جمعیت آن ۵۱۷ نفر بوده‌است. این روستا که چسبیده به شهر خورموج (مرکز شهرستان متبوع) بوده‌است در دهه‌های اخیر به شهر خورموج ملحق شده و بعنوان محله لنگک خورموج شناخته می‌شود.
این روستا در آمار ۱۳۸۵ آبادی‌های کشور وجود ندارد و به شهر خورموج ملحق شده‌است.